# Exterion Media
Pour les articles homonymes, voir CBS.
Exterion Media (anciennement Viacom Outdoor puis CBS Outdoor) est une société européenne de publicité par affichage basée à Londres. 

## Historique
Viacom Outdoor est devenue CBS Outdoor à la suite de la scission du groupe Viacom, devenant la filiale Outdoor (affichage publicitaire extérieur) de l'entreprise américaine CBS Corporation. Le 21 janvier 2013 CBS Outdoor International en Europe devient Exterion Media après le rachat de CBS Outdoor International par le fonds d'investissement américain Platinum Equity pour 225 millions de dollars.
En juillet 2014, CBS Outdoor acquiert l'activité d'affichage publicitaire de Van Wagner pour 690 millions de dollars.

### France
La filiale française Giraudy, concurrente de JCDecaux, fut créée par Jean Giraudy et vendue par Europe 1 Communication en juin 2000 à Viacom. L'entreprise devint Viacom Outdoor avant d'être rebaptisée CBS Outdoor lors de la scission du groupe Viacom.
En 2020, la société française Samfi-Invest rachète la filiale française pour un montant non communiqué.
Début Janvier 2021, ExterionMedia France annonce la mise en place d’un Plan de sauvegarde de l’emploi (PSE) qui porterait sur la suppression de 99 postes sur 300 via un plan baptisée « Ambition 2021 ».

### Identité visuelle (logo)

Logo de 2000 à 2005
Logo de 2005 à 2014
Logo depuis 2014

## Dirigeants
- 2009-2013 : Antonio Alonso[6],
- 2013- : Leon Taviansky (intérim)[6]

## Annexe